# Ramón de Roda
Ramón de Roda, de Ribagorza, de Barbastro o Ramón del Monte (Durban, Ariège, Francia, 1067 - Huesca, 1126) fue obispo de Roda-Barbastro. Es venerado como  santo por la Iglesia católica.

## Biografía
Nacido en Durban, en la vertiente norte de los Pirineos, en el seno de una familia noble, se llamaba Raimon Guillem. Se le proporcionaron unos buenos estudios y empezó la carrera militar, pero la abandonó para dedicarse al estudio y la religión.
Fue canónigo regular en Pamiers. Alfonso I de Aragón le concede el obispado de Barbastro-Roda en 1104, con sede en la catedral de Roda, para así resolver la disputa que mantenían los obispos San Odo de Urgel y Esteban de Huesca, ya que ambos argumentaban que la recién conquistada ciudad de Barbastro tendría que formar parte de sus respectivas diócesis, no de la de Roda. 
Ya en la sede de Roda, tuvo conflictos con los obispos de Huesca, de Urgel y con el rey Alfonso, principalmente por cuestión de límites. Recibió apoyo de los papas Pascual II y Calixto II. El año 1100, Pascual II, según testimonio del obispo Poncio de Roda, había delimitado la diócesis, declarándola inmune e inviolable. Pero el rey Alfonso I y el obispo de Huesca no la respetaron. En una carta de san Olegario al papa Inocencio II, el prelado barcelonés dice que el rey Alfonso guardaba rencor a Ramón de Roda "porque el obispo no quería participar en las guerras contra los cristianos".
En 1116, el obispo Esteban de Huesca, con el apoyo de nobles de Barbastro y del mismo rey Alfonso I, consiguió que Ramón fuese desterrado de Roda, acusándolo de oponerse a combatir con las armas a los musulmanes y otros herejes. Barbastro pasó a la diócesis de Huesca y, cuando Ramón volvió en 1119, se instala en Roda, mientras que Barbastro no retornó a la diócesis de Roda hasta 1133 y en 1145 pasó de nuevo a la de Huesca. 
Durante su obispado se iniciaron las obras de reconstrucción del edificio de la actual catedral románica de Roda y se consagraron numerosas iglesias de la diócesis, como las de Taüll o Alaón, o los altares de Alquézar y Roda, que introdujeron el arte románico más innovador en aquel momento. 
Ramón se marchó hasta su retorno a Roda en 1119. Una ermita en la montaña, cercana a la ciudad, marca el punto donde, al marchar, el santo lloró y bendijo la ciudad. Posteriormente, en 1125, acompañó al rey Alfonso en la campaña por de Andalucía, con la intención de conquistar Granada. La campaña afectó a su salud: al volver a Huesca ya venía enfermo y murió el 21 de junio de 1126.

## Veneración
Su cuerpo se trasladó a Roda y se le sepultó en la catedral el 26 de junio.
Canonizado, su festividad se celebra el 21 de junio. Es patrón de la diócesis y la ciudad de Barbastro.